# Premi e riconoscimenti di Beyoncé
Questa è una lista dei premi e delle candidature ricevuti da Beyoncé.

## Premi cinematografici e televisivi

### Principali
- Premio Oscar
  - 2022 - Candidatura come migliore canzone per Be Alive (Una famiglia vincente - King Richard)

- Golden Globe
  - 2007 - Candidatura come migliore attrice in un film commedia o musicale per Dreamgirls[1]
  - 2007 - Candidatura come migliore canzone originale per Listen (Dreamgirls)[1]
  - 2009 - Candidatura come migliore canzone originale per Once In a Lifetime (Cadillac Records)[2]
  - 2022 - Candidatura come migliore canzone originale per Be Alive (Una famiglia vincente - King Richard)
- Primetime Emmy Awards
  - 2013 - Candidatura come Outstanding Short-Format Live-Action Entertainment Program per Super Bowl XLVII halftime show[3]
  - 2015 - Candidatura come Outstanding Special Class Program per On the Run Tour[4]
  - 2016 - Candidatura come Outstanding Variety, Music, or Comedy Special per Lemonade[5]
  - 2016 - Candidatura come Outstanding Directing for a Variety Special per Lemonade
  - 2019 - Candidatura come Outstanding Variety Special (Pre-Registrato) per Homecoming: A Film by Beyoncé
  - 2019 - Candidatura come Outstanding Directing for a Variety Special per Homecoming: A Film by Beyoncé
  - 2019 - Candidatura come Outstanding Music Direction per Homecoming: A Film by Beyoncé
  - 2019 - Candidatura come Outstanding Writing for a Variety Special per Homecoming: A Film by Beyoncé

- Screen Actors Guild Award
  - 2007 - Candidatura come miglior cast per Dreamgirls

### Altri
- Black Reel Awards
  - 2001 - Candidatura come miglior canzone per Independent Women (Charlie's Angels)
  - 2003 - Candidatura come migliore performance per Austin Powers in Goldmember
  - 2003 - Candidatura come miglior canzone per Work It Out (Austin Powers in Goldmember)
  - 2004 - Candidatura come migliore attrice per The Fighting Temptations
  - 2004 - Miglior canzone per He Still Loves Me (The Fighting Temptations)
  - 2007 - Candidatura come migliore attrice per Dreamgirls
  - 2007 - Candidatura come miglior canzone per Listen (Dreamgirls)
  - 2008 - Miglior complesso musicale per Cadillac Records
  - 2014 - Candidatura come miglior performance vocale per Epic - Il mondo segreto
  - 2015 - Candidatura come miglior documentario o speciale televisivo per On the Run Tour[6]
  - 2017 - Miglior Documentario o speciale Televisivo per Lemonade[7]

- MTV Movie & TV Awards
  - 2003 - Candidatura come performance sfondamento per Austin Powers in Goldmember
  - 2006 - Candidatura come performance più sexy per La Pantera Rosa
  - 2007 - Candidatura come miglior performance per Dreamgirls
  - 2010 - Miglior Combattimento per Obsessed (con Ali Larter)
  - 2017 - Trending Award per Lip Sync Battle (con Channing Tatum)

- NAACP Image Award
  - 2004 - Candidatura come notevole attrice in un Film per The Fighting Temptations[8]
  - 2007 - Candidatura come notevole attrice in un Film per Dreamgirls[9]
  - 2010 - Candidatura come notevole attrice non protagonista in un Film per Cadillac Records[10]
  - 2011 - Candidatura come miglior Varietà - Serie o Speciale per I Am... World Tour[11]
  - 2014 - Candidatura come miglior Documentario per Life Is But a Dream[12]
  - 2015 - Candidatura come miglior Varietà - Serie o Speciale per On the Run Tour[13]
  - 2017 - Candidatura come miglior Varietà - Serie o Speciale per Lemonade
  - 2020 - Miglior varietà - Serie o speciale per Homecoming

- Satellite Awards
  - 2006 - Candidatura come migliore attrice in un Film/Commedia/Musical per Dreamgirls
  - 2008 - Candidatura come migliore performance da un'Attrice Non Protagonista in un Film per Cadillac Records

- Golden Raspberry Awards
  - 2009 - Candidatura come peggior attrice per Obsessed

- Kamuritan Film Critics Awards
  - 2007 - Miglior Canzone per Listen (Dreamgirls)

- NRJ Cine Awards
  - 2007 - Candidatura come migliore canzone in un film per Listen (Dreamgirls)

## Premi musicali

### Principali
- Grammy Award[14][15]

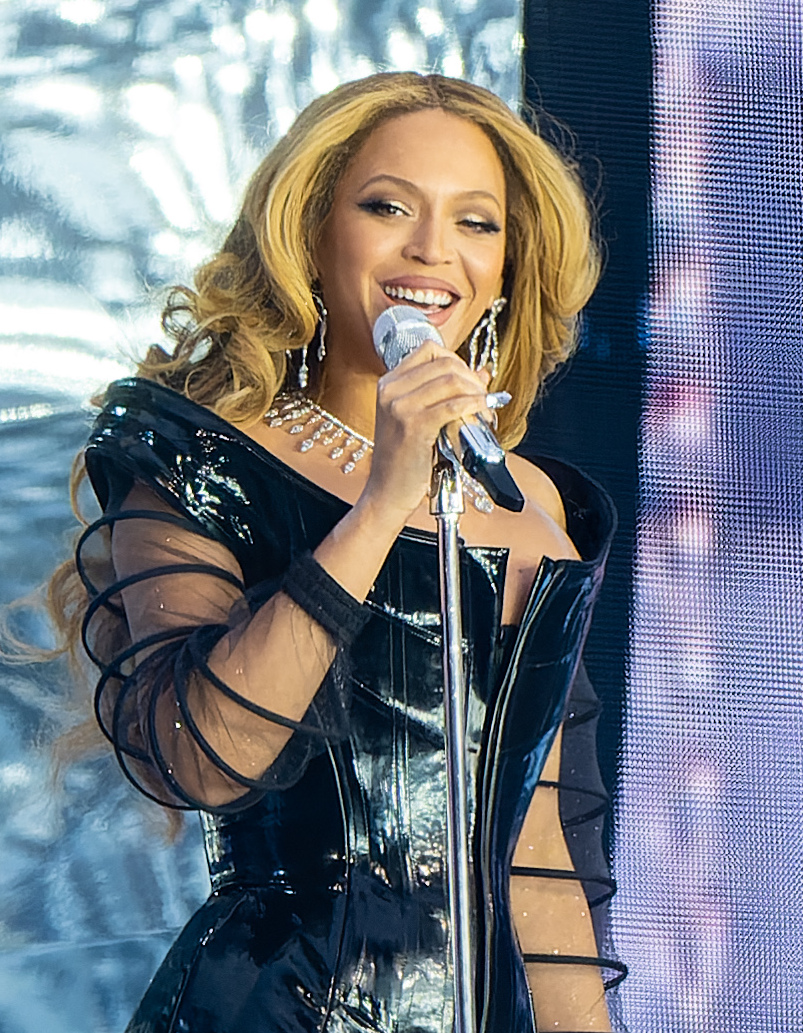
Beyoncé detiene il record per il maggior numero di Grammy: un totale di 32 premi su 88 candidature.

  - 2000 - Candidatura come miglior canzone Rhythm & Blues per Bills, Bills, Bills
  - 2000 - Candidatura come miglior performance R&B di un duo o gruppo con voce per Bills, Bills, Bills
  - 2001 - Miglior canzone R&B per Say My Name
  - 2001 - Miglior performance R&B di un duo o gruppo con voce per Say My Name
  - 2001 -  Candidatura come miglior canzone scritta per un film, per la televisione o per altri media visivi per Independent Women Part I (From Charlie's Angels)
  - 2001 - Candidatura come canzone dell'anno per Say My Name
  - 2001 - Candidatura come disco dell’anno per Say My Name
  - 2002 - Miglior performance R&B di un duo o gruppo con voce per Survivor
  - 2002 - Candidatura come miglior album R&B per Survivor
  - 2004 - Miglior canzone R&B per Crazy in Love (con Jay-Z)
  - 2004 - Miglior collaborazione con un artista Rap per Crazy in Love (con Jay-Z)
  - 2004 - Miglior interpretazione vocale R&B di coppia o di gruppo per The Closer I Get to You (con Luther Vandross)
  - 2004 - Miglior interpretazione vocale R&B femminile per Dangerously in Love 2
  - 2004 - Miglior album R&B contemporaneo per Dangerously in Love
  - 2004 - Candidatura come registrazione dell'Anno per Crazy in Love (con Jay-Z)
  - 2005 - Candidatura come miglior interpretazione vocale R&B di coppia o di gruppo per Lose My Breath
  - 2006 - Miglior interpretazione vocale R&B di coppia o di gruppo per So Amazing (con Stevie Wonder)
  - 2006 - Candidatura come miglior interpretazione vocale R&B di coppia o di gruppo per Cater 2 U
  - 2006 - Candidatura come miglior canzone R&B per Cater 2 U
  - 2006 - Candidatura come miglior album R&B contemporaneo per Destiny Fulfilled
  - 2006 - Candidatura come miglior collaborazione con un artista Rap per Soldier (con T.I. e Lil Wayne)
  - 2006 - Candidatura come miglior interpretazione vocale R&B femminile per Wishing on a Star
  - 2007 - Miglior album R&B contemporaneo per B'Day
  - 2007 - Candidatura come miglior canzone R&B per Déjà vu (con Jay-Z)
  - 2007 - Candidatura come miglior collaborazione con un artista Rap per Déjà vu (con Jay-Z)
  - 2007 - Candidatura come miglior interpretazione vocale R&B femminile per Ring the Alarm
  - 2008 - Candidatura come miglior collaborazione vocale pop per Beautiful Liar (con Shakira)
  - 2008 - Candidatura come miglior compilation dalla colonna sonora di un film, programma televisivo o altro media visuale per Dreamgirls: Music from the Motion Picture
  - 2008 - Candidatura come registrazione dell'Anno per Irreplaceable
  - 2009 - Candidatura come miglior interpretazione vocale R&B femminile per Me, Myself and I
  - 2010 - Miglior interpretazione vocale R&B tradizionale per At Last
  - 2010 - Miglior interpretazione vocale femminile pop per Halo
  - 2010 - Canzone dell'Anno per Single Ladies (Put a Ring on It)
  - 2010 - Miglior interpretazione vocale femminile R&B per Single Ladies (Put a Ring on It)
  - 2010 - Miglior canzone R&B per Single Ladies (Put a Ring on It)
  - 2010 - Miglior album R&B contemporaneo per I Am... Sasha Fierce
  - 2010 - Candidatura come miglior collaborazione con un artista rap per Ego (con Kanye West)[16]
  - 2010 - Candidatura come registrazione dell'Anno per Halo
  - 2010 - Candidatura come album dell'anno per I Am... Sasha Fierce
  - 2010 - Candidatura come miglior canzone scritta per un film, programma televisivo o altro media visuale per Once in a Lifetime
  - 2013 - Miglior performance tradizionale R&B  per Love on Top
  - 2015 - Migliore performance R&B per Drunk in Love
  - 2015 - Miglior canzone R&B per Drunk in Love
  - 2015 - Miglior Surround Sound Album per Beyoncé
  - 2017 - Miglior videoclip per Formation
  - 2017 - Miglior album urban contemporary per Lemonade
  - 2019 - Miglior album urban contemporary per Everything Is Love (con Jay-Z)
  - 2020 - Miglior film musicale per Homecoming: The Live Album
  - 2021 - Miglior interpretazione R&B per Black Parade
  - 2021 - Miglior canzone rap per Savage Remix (con Megan Thee Stallion)
  - 2021 - Miglior interpretazione rap per Savage Remix (con Megan Thee Stallion)
  - 2021 - Miglior videoclip per Brown Skin Girl (con Wizkid, Saint JHN, Blue Ivy)
  - 2023 - Miglior album dance/elettronico per Renaissance
  - 2023 - Miglior registrazione dance/elettronica per Break My Soul
  - 2023 - Miglior performance R&B tradizionale per Plastic Off the Sofa
  - 2023 - Miglior canzone R&B per Cuff It
  - 2025 - Album dell'anno per Cowboy Carter
  - 2025 - Miglior album country per Cowboy Carter
  - 2025 - Miglior performance country in duo o in gruppo per II Most Wanted (con Miley Cyrus)

### Altri
- Cannes Lions International Festival of Creativity
  - 2016 - Gran Prix all'Eccellenza in un Video Musicale per Formation[17]
  - 2016 - Bronze Lion all'Eccellenza in un Video Musicale per Runnin' (Lose It All) (Naughty Boy feat. Beyoncé e Arrow Benjamin)

- American Music Awards
  - 2003 - Candidatura come Album Soul/R&B Preferito per Dangerously in Love
  - 2003 - Candidatura come Artista Soul/R&B Preferita
  - 2003 - Candidatura come Fan's Choice Award
  - 2007 - International Artist Award Artista Internazionale
  - 2007 - Candidatura come Artista Femminile Pop/Rock Preferita
  - 2007 - Candidatura come Artista Femminile Soul/R&B Prefetita
  - 2007 - Candidatura come Album Soul/R&B Preferito per B'Day
  - 2009 - Artista Femminile Soul/R&B Prefetita
  - 2009 - Candidatura come Artista Femminile Pop/Rock Preferita
  - 2009 - Candidatura come Album Soul/R&B Preferito per I Am... Sasha Fierce
  - 2011 - Artista Soul / R&B Preferita[18]
  - 2011 - Candidatura come Album Soul / R&B Preferito per 4
  - 2012 - Artista Soul / R&B Female Preferita[19]
  - 2014 - Artista Soul / R&B Female Preferita[20]
  - 2014 - Album Soul / R&B Preferito per Beyoncé
  - 2014 - Candidatura come Artista dell'Anno
  - 2015 - Candidatura come Artista Soul / R&B Female Preferita
  - 2016 - Tour dell'Anno per The Formation World Tour[21]
  - 2016 - Candidatura come Artista Soul / R&B Female Preferita
  - 2016 - Candidatura come Album Soul / R&B Preferito per Lemonade

- ASCAP Award
  - 2001 - Compositrice dell'Anno
  - 2002 - Migliore Canzone eseguita da un Film per Independent Women Part I (Charlie's Angels; con la collaborazione di: Samuel J. Barnes)
  - 2003 - Migliore Canzone Eseguita per '03 Bonnie & Clyde (con Jay-Z)
  - 2004 - Migliore Canzone Eseguita per Crazy In Love (con Jay-Z)
  - 2005 - Migliore Canzone Eseguita per Baby Boy (con Jay-Z, Sean Paul)
  - 2005 - Migliore Canzone Eseguita per Me, Myself and I (con Robert Walker, Scott Storch)
  - 2005 - Migliore Canzone Eseguita per Naughty Girl (con  Robert Walker, Scott Storch, Donna Summer)
  - 2005 - Candidatura come Compositrice dell'Anno per Me, Myself and I (con Robert Walker, Scott Storch)
  - 2005 - Compositrice dell'Anno Naughty Girl (con  Robert Walker, Scott Storch, Donna Summer)
  - 2007 - Migliore Canzone Eseguita per Check on It
  - 2008 - Most Performed Songs per Irreplaceable
  - 2010 - Most Performed Songs per Halo[22]
  - 2010 - Most Performed Songs per Single Ladies (Put a Ring on It)
  - 2010 - Most Performed Songs per Sweet Dreams
  - 2011 - Most Performed Songs per Telephone (con Lady Gaga)[23]
  - 2015 - Most Performed Songs per Drunk in Love (con Jay-Z)[24]

- BET Awards
  - 2004 - Candidatura come Premio Scelta del Pubblico per Crazy In Love[25]
  - 2004 - Miglior artista R&B
  - 2004 - Miglior Collaborazione per Crazy In Love (con Jay-Z)
  - 2006 - Candidatura come Miglior artista R&B[26]
  - 2006 - Candidatura come miglior Duetto/Collaborazione per Check on It (con Slim Thug)
  - 2006 - Candidatura come video dell'anno per Check on It
  - 2007 - Miglior artista R&B[27]
  - 2007 - Video dell'Anno per Irreplaceable
  - 2007 - Candidatura come miglior collaborazione per Déjà vu (con Jay-Z)
  - 2007 - Candidatura come miglior collaborazione per Upgrade U (con Jay-Z)
  - 2007 - Candidatura come video dell'anno per Beautiful Liar
  - 2007 - Candidatura come Premio Scelta del Pubblico per Irreplaceable
  - 2009 - Miglior artista R&B[28][29][30][31]
  - 2009 - Video dell'Anno per Single Ladies (Put a Ring on It)
  - 2009 - Candidatura come miglior Attrice
  - 2009 - Candidatura come Premio Scelta del Pubblico per Single Ladies (Put a Ring on It)
  - 2009 - Candidatura come video dell'anno per If I Were a Boy
  - 2010 - Video dell'Anno per Video Phone[32][30]
  - 2010 - Candidatura come Miglior artista R&B
  - 2010 - Candidatura come Premio Scelta del Pubblico per Sweet Dreams
  - 2010 - Candidatura come miglior collaborazione per Video Phone (con Lady Gaga)
  - 2011 - Candidatura come Miglior artista R&B
  - 2011 - Video Director of the Year (con Alan Ferguson)
  - 2012 - Miglior artista R&B[33]
  - 2012 - Candidatura come video dell'anno per Love on Top
  - 2012 - Candidatura come video dell'anno per Countdown
  - 2012 - Candidatura come Viewers Choice Award per Love on Top
  - 2012 - Candidatura come miglior collaborazione per Party (feat. J. Cole)
  - 2013 - Candidatura come Miglior artista R&B[34]
  - 2014 - Miglior artista R&B[35]
  - 2014 - FANdemonium Award
  - 2014 - Miglior Collaborazione per Drunk in Love  (feat. Jay Z)
  - 2014 - Candidatura come Video dell'Anno per Partition
  - 2014 - Candidatura come Video dell'Anno per Drunk in Love  (feat. Jay Z)
  - 2014 - Candidatura come Viewers Choice Award per Drunk in Love  (feat. Jay Z)
  - 2015 - Video Director of the Year (con Ed Burke e Todd Tourso)[36]
  - 2015 - Miglior artista R&B
  - 2015 - Video dell'Anno per 7/11
  - 2015 - Candidatura come Viewers Choice Award per 7/11
  - 2016 - Miglior artista R&B[37]
  - 2016 - FANdemonium Award
  - 2016 - Video dell'Anno per Formation
  - 2016 - Viewers Choice Award per Formation
  - 2016 - Centric Award per Formation
  - 2016 - Candidatura come miglior collaborazione per Feeling Myself (feat.Nicki Minaj)
  - 2017 - Best Female R&B Artist[38]
  - 2017 - Video of the Year per Sorry
  - 2017 - Video Director of the Year (con Kahlil Joseph) per Sorry
  - 2017 - Viewers Choice Award per Sorry
  - 2017 - Album of the Year per Lemonade
  - 2017 - Candidatura come miglior collaborazione per Freedom (feat. Kendrick Lamar)
  - 2017 - Candidatura come miglior collaborazione per Shining (DJ Khaled feat. Beyoncé e Jay-Z)

- Billboard Music Award
  - 2003 - New Female Artist[39]
  - 2003 - Hot 100 Female Artist
  - 2003 - Hot 100 Award for Most Weeks at No. 1 per Crazy in Love
  - 2003 - Hot 100 Award for Most Weeks at No. 1 per Baby Boy
  - 2003 - New R&B Artist
  - 2003 - Candidatura come Female R&B/Hip-Hop Artist of the Year
  - 2003 - Candidatura come Female Artist of the Year
  - 2004 - Candidatura come Female Artist of the Year[40]
  - 2004 - Candidatura come Female R&B/Hip-Hop Artist of the Year
  - 2006 - Candidatura come Female Artist of the Year[41]
  - 2006 - Candidatura come Female R&B/Hip-Hop Artist of the Year
  - 2006 - Candidatura come Artist of the Year
  - 2006 - Hot 100 Airplay Single per Check on It (feat. Slim Thug)
  - 2011 - Billboard Millennium Award[42]
  - 2012 - Top R&B Album per 4[43]
  - 2012 - Candidatura come FAN Award - Most Influential Style
  - 2012 - Candidatura come FAN Award - Most Favorite Artist
  - 2012 - Candidatura come Top R&B Artist
  - 2014 - Candidatura come Top Touring Artist[44]
  - 2014 - Candidatura come Top R&B Artist
  - 2014 - Candidatura come Top Billboard 200 Artist
  - 2014 - Candidatura come Top Female Artist
  - 2014 - Candidatura come Top Billboard 200 Album per Beyoncé
  - 2014 - Candidatura come Top R&B Album per Beyoncé
  - 2014 - Candidatura come Top R&B Song per Drunk in Love (feat. Jay Z)
  - 2015 - Candidatura come Top R&B Artist[45]
  - 2017 - Top Female Artist[46]
  - 2017 - Top Touring Artist
  - 2017 - Top R&B Artist
  - 2017 - Top R&B Album per Lemonade
  - 2017 - Top R&B Tour per The Formation World Tour
  - 2017 - Candidatura come Top Billboard 200 Album per Lemonade
  - 2017 - Candidatura come  Top Artist
  - 2017 - Candidatura come Top Billboard 200 Artist

- BRAVO Supershow
  - 2007 - Golden Otto - Media Prize

- BRIT Award
  - 2004 - Migliore Artista Donna (solista) Internazionale per Dangerously in Love
  - 2004 - Candidatura come migliore Album Internazionale per Dangerously in Love
  - 2007 - Candidatura come migliore Artista Donna (solista) Internazionale per B'Day
  - 2009 - Candidatura come migliore Artista Donna (solista) Internazionale per I Am... Sasha Fierce
  - 2012 - Candidatura come Best International Female Solo Artist[47]
  - 2015 - Candidatura come Best International Female Solo Artist[48]
  - 2016 - Candidatura come British Video per Runnin' (Lose It All)[49]
  - 2017 - Best International Female Solo Artist[50]

- Capital FM Awards
  - 2004 - Artista solista Internazionale Preferita di Londra

- Demand International Entertainer of The Year
  - 2008 - Artista dell'anno

- FzZzC Awards
  - 2004 - Miglior Canzone R&B per Crazy in Love (con Jay-Z)
  - 2004 - Miglior Video dell'Anno per Crazy in Love (con Jay-Z)
  - 2004 - Miglior Star R&B
  - 2004 - Miglior Album R&B per Dangerously in Love
  - 2005 - Miglior Performance R&B per Naughty Girl
  - 2007 - Miglior Album R&B per B'Day
  - 2007 - Miglior Performance Femminile R&B per Déjà vu (con Jay-Z)
  - 2008 - Miglior Collaborazione dell'Anno per Beautiful Liar (con Shakira)
  - 2010 - Miglior Album R&B per I Am... Sasha Fierce
  - 2010 - Miglior Performance Femminile R&B per Halo
  - 2010 - Miglior Coreografia per Single Ladies (Put a Ring on It)
  - 2010 - Miglior Video Dance per Single Ladies (Put a Ring on It)
  - 2010 - Miglior Star R&B

- Glamour Magazine Woman of the Year
  - 2007 - Artista solista Internazionale dell'Anno[51]
  - 2009 - Candidatura come artista solista Internazionale dell'Anno

- Latin Grammy Awards
  - 2007 - Candidatura come registrazione dell'Anno per Bello Embustero

- NAACP Image Award
  - 2020 - Miglior artista femminile[52]
  - 2020 - Miglior album per Homecoming: The Live Album
  - 2020 - Miglior duo, gruppo o collaborazione per Brown Skin Girl
  - 2020 - Miglior canzone tradizionale per Spirit
  - 2020 - Miglior canzone contemporanea per Before I Let Go
  - 2020 - Miglior colonna sonora o compilation per The Lion King: The Gift